# Келлог, Фрэнк Биллингс
Фрэнк Биллингс Ке́ллог (англ. Frank Billings Kellogg; 22 декабря 1856, Потсдам, штат Нью-Йорк — 21 декабря 1937) — американский государственный и политический деятель.

## Биография
Родился в Потсдаме (штат Нью-Йорк) в семье Абигейла Биллингса Келлога и Азы Фарнсуорт Келлог. Когда мальчику было девять лет, семья переехала на запад и обосновалась на ферме близ Элджина (штат Миннесота). Работал на ферме, затем отправился в Рочестер, штат Миннесота, где работал клерком в юридической конторе и изучал право. В 1877 году сдал экзамены и был допущен в коллегию адвокатов. В 1882—1887 годах работал на должность окружного прокурора. В 1886 году женился на Кларе Кук. Приобрёл известность ведя дела против монополий. В 1912 году был избран председателем Американской ассоциации адвокатов. В 1916 году был избран в сенат США, но переизбрания в 1922 г. не добился. В 1923 году был направлен президентом Гардингом на 5-ю Панамериканскую конференцию в Сантьяго (Чили). В 1923—1925 годах посол США в Великобритании. В 1925 году был назначен президентом Кулиджем Государственным секретарём США. На этом посту более всего прославился подписанием Пакта Бриана — Келлога, за что в 1929 году был награждён Нобелевской премией мира. После ухода с государственного поста вернулся к частной юридической практике и был членом Постоянной палаты международного правосудия в Гааге (1930–1935).